# گمینا کوبیله ویلکیه
گمینا کوبیله ویلکیه (به لهستانی:  Gmina Kobiele Wielkie) یک گمینا در لهستان است که در شهرستان رادومسکو واقع شده‌است. گمینا کوبیله ویلکیه ۱۰۱٫۸۵ کیلومتر مربع مساحت و ۴٬۴۳۴ نفر جمعیت دارد.